# Khajuraho Airport
Khajuraho Airport är en flygplats i Indien.   Den ligger i distriktet Chhatarpur och delstaten Madhya Pradesh, i den centrala delen av landet, 500 km sydost om huvudstaden New Delhi. Khajuraho Airport ligger 221 meter över havet.
Terrängen runt Khajuraho Airport är platt. Runt Khajuraho Airport är det ganska tätbefolkat, med 139 invånare per kvadratkilometer. Närmaste större samhälle är Khajuraho, 3,7 km norr om Khajuraho Airport. Trakten runt Khajuraho Airport består till största delen av jordbruksmark.